# Gibson Thunderbird
El Gibson Thunderbird es un bajo eléctrico fabricado por la Gibson Guitar Corporation.
Fue introducido en el mercado en 1963, cuando Fender era el líder en el mercado de bajos con la introducción, doce años después del Precision Bass.

## Diseño y construcción
El Thunderbird fue diseñado por el norteamericano Raymond H. Dietrich (diseñador de autos Chrysler, Lincoln, Checker) junto con la guitarra Firebird, la que se asemeja en diseño, construcción, y nombre.
El bajo Thunderbird, como el Rickenbacker 4000 series y como la guitarra Firebird fueron diseñados simultáneamente, utilizando la configuración Neck-through, donde la madera del cuello pasa con la longitud entera al cuerpo, con el resto del cuerpo pegado en el lugar, en resumen, el mástil y la madera del cuello (la que pasa a ser un bloque) van unidos como una sola pieza del instrumento. Mientras que los bajos anteriores de Gibson tenían una escala corta de 30½ ", el Thunderbird tenía escala de 34 " escala igual a la 34 " de los bajos Fender.
Había originalmente dos modelos de Thunderbird, el Thunderbird II (una pastilla) y Thunderbird IV (dos pastillas).

### Non-reverse Thunderbird
En 1966, Gibson cambia su diseño y construcción. El Thunderbird (y la Firebird) tenían un cuerpo “reverse”, ya que era prácticamente al revés, donde el cuerno que debía ser más largo era más corto y viceversa, luego se cambió a una que no tenía el cuerpo al revés, siendo llamado el "non-reverse", pero tuvo problemas con Fender ya que era muy parecida a la Fender Jazzmaster, así fueron retiradas del mercado. Siguiendo esto, el robusto pero el costoso cuello de la construcción fue substituido por la construcción tradicional de cuello fijo de Gibson. El "reverse" se fabricó hasta 1969 y los "non-reverse" son buscados por coleccionistas debido a su rareza y escasez.

## Modelos actuales de Thunderbirds
- Gibson Thunderbird IV
- Gibson Thunderbird Studio (4 cuerdas)
- Gibson Thunderbird Studio (5 cuerdas)
- Epiphone Thunderbird IV
- Epiphone Goth Thunderbird
- Epiphone Thunderbird Pro (activo)

Los seis modelos son con el diseño "reverse".

## Comparación con los bajos Fender
En comparación a los bajos Fender, los bajistas han encontrado ciertos defectos en el Thunderbird.
- La forma irregular del cuerpo y de la colocación del botón de la correa, haciendo que el peso llegue a ser desproporcionado. Carece de balance, haciendo el cuello “zambullirse” hacia abajo si la mano por preocupación no lo sostiene. Esto lo hace difícil para los bajistas nuevos, y se tiene que conseguir la posición ideal sosteniéndolo constantemente (a menos que se toque sentado). La zambullida puede ser corregida moviendo los botones de la correa y usando una correa apropiada.

- Mientras que las pastillas pasivas humbucker dan un tono profundo, ideal para rock, este tono no se desea típicamente para dar una palmada (o hacer slap) y hacer estallar las cuerdas. Aunque el slap no es utilizado por todos los bajistas, esta opción del diseño hace al Thunderbird carecer de cierta flexibilidad. A pesar de todo, usando de manera correcta los controles de volumen y tono, se puede obtener un sonido muy práctico para este tipo de técnicas, o también usando una pedalera de efectos.

Se puede decir que estos defectos no son tan relevantes, y que se pueden arreglar con facilidad.

## Usuarios de Thunderbirds
Algunos de los artistas que han usado un Thunderbird son
- Shavo Odadjian (System of a Down)
- Ernesto Saucedo (doryan)
- Juanjo "Zurdo" Fernández (Para Siempre)
- Krist Novoselic (Nirvana)
- Benshon Chavez (Punto de Quiebra)
- Efraín Cañas (Pseudo Idols)
- Nano Bernardi (Cabezones)
- Pablo Senra (Vulkano)
- Amador Caño (Apocalipsys)
- Antonio Castillo (Crystals)
- Zeta Bosio (Soda Stereo)
- James LoMenzo (Zakk Wylde)
- Nikki Sixx (Mötley Crüe)
- ixmael Diaz (la broma de ssatan, los corazones negros)
- Sarlinga Nicolas Carlos (La Pipona, Inerzia, Alma Heroica, Commanche el regreso)
- Chris Squire (Yes)
- Tom Petersson (Cheap Trick)
- Allen Woody (Gov't Mule)
- Migé Amour (H.I.M.)
- Mario R. Girón (Sonido Solar, Full Mosh)
- D.G.Pateiro (SDO 100%V)
- Dazzle Rebel (Red Star Rebels)
- Horace Panter (The Specials)
- Dolf de Borst (The Datsuns)
- Simon Gallup (The Cure)
- Adam Schlesinger (Fountains of Wayne)
- Kim Gordon (Sonic Youth)
- Suave (Suave punk band)
- Fernando Ruiz Díaz (Catupecu Machu)
- Arthur "Killer" Kane (New York Dolls)
- Sam Yaffa (ex-Hanoi Rocks actual - New York Dolls)
- John Entwistle (The Who)
- Matias Zapata (Entidad)
- Nicky Wire (Manic Street Preachers)
- Frankie Poullain (ex- The Darkness)
- Stefan Olsdal (Placebo)
- Jeordie White (Twiggy Ramirez) (Marilyn Manson, ex A Perfect Circle, ex Nine Inch Nails)
- William Carruthers (ex- Spaceman 3, Spiritualized)
- Tyson Ritter (The All-American Rejects)
- Dave Benedict (Default)
- Pablo Aranda (Robot The Mimbre)
- Michael Small (The Meligrove Band)
- Chris Cain (We Are Scientists)
- Keith Hoerig (Five Iron Frenzy)
- Adam Clayton (U2)
- Chris Wolstenholme (Muse)
- Glenn Cornick (Jethro Tull)
- Mikey Welsh (ex-Weezer)
- Cliff Williams (AC/DC)
- Jared Followill (Kings of Leon)
- Maya Ford (The Donnas)
- Mark Hamilton (Ash)
- Pete Way (UFO)
- Martin Turner (Wishbone Ash)
- Martin Rosales (Visor)
- Dean Bernardini (Chevelle)
- Pete Vuckovic (3 Colours Red, Basskniv3s)
- Leon Wilkeson (Lynyrd Skynyrd)
- Chris Edwards (Kasabian)
- Tommy Stinson (Guns N' Roses)
- Peter Hook (Joy Division/New Order)
- William Murderface (Dethklok)
- James Levesque (Agent Orange)
- Billy Decker
- Manolin (Allison)
- Jose Bardz “Lechuga” (La Molocha)
- Paco Ayala (Molotov)
- Micky Huidobro (Molotov)
- José Luis Toro. (Federico Rey)
- Miguel Kuzminin. (Eruditos)
- Alex Capacho (Polly Class)
- Jaime Valderrama (Don Tetto)
- Persi Puga (Da Capo)
- Brian Douglas (The Black Saints)
- David felipe Mejia (Déficit Mental)
- Reynaldo Escobedo (Cocofunka)
- Paweł Mąciwoda (Scorpions)
- Elvis Jácome (Los Bongs)
- Ricky Thornhill (Los Parricidio)
- Jimmy Aguilar (Mecánica Nacional, La Xtrema, Ex-Genesis de Colombia)
- Monchi Torres (Bonavena, Argentina)
- Rodrigo Paillalid (Los Bandoliers, Chile)
- Nikki Monninger (Silversun Pickups)
- Nano Bernardi (Búfalo Blanco)
- Matias Yanulevicius (Drástica)
- Almeida Catriel (Sermitaño)
- Juan Rojas (Allison)
- Héctor A. Mejía (Mr. Hectárea, Rigtus)
- Felipe Velásquez "Pipex" (Nicolás y los fumadores)
- Iván Melón  (Papá Rabioso)